# J. D. Martinez
Julio Daniel Martinez (nascido em 21 de agosto de 1987) é um jogador profissional de beisebol que atua como defensor externo e rebatedor designado na Major League Baseball (MLB). Martinez também jogou na MLB pelas equipes do Houston Astros, Detroit Tigers e Arizona Diamondbacks. Rebate e arremessa como destro.
Natural de Miami, Flórida, Martinez foi selecionado pelos Astros na 20ª rodada e 611ª escolha geral no draft amador da MLB de 2009 vindo da  Nova Southeastern University (NSU). Foi selecionado duas vezes para o All-Star Game e é vencedor de três prêmios Silver Slugger Award. Em 4 de setembro de 2017, Martinez se tornou o 18º jogador da história da MLB a rebater quatro home runs em um jogo, conseguindo o feito contra o time do Los Angeles Dodgers. Tem ascendência cubana.